# Nigrotipula xanthocera
Nigrotipula xanthocera är en tvåvingeart som först beskrevs av Alexander 1936.  Nigrotipula xanthocera ingår i släktet Nigrotipula och familjen storharkrankar. Inga underarter finns listade i Catalogue of Life.